# Гизель-Дере (платформа)
Гизе́ль-Дере́ — платформа Северо-Кавказской железной дороги РЖД, расположена в посёлках Дзеберкой и Вольное Туапсинского района Краснодарского края, Россия.

## Описание
Расположена на берегу Чёрного моря у впадения реки Дзеберкой.
название Гизель-Дере переводится как Прекрасное Ущелье